# Ella Gjømle
Ella Gjømle (ur. 29 maja 1979 r. w Porsgrunn) – norweska biegaczka narciarska, reprezentantka klubu Lyn Ski. W 2006 roku zajęła czwarte miejsce w sprincie drużynowym i szóste w sprincie indywidualnym techniką dowolną na igrzyskach olimpijskich w Turynie. Była też między innymi dziewiąta w sprincie stylem klasycznym podczas mistrzostw świata w Oberstdorfie rok wcześniej.
W zawodach Pucharu Świata zadebiutowała 2 lutego 2000 roku w Trondheim, zajmując 63. miejsce w biegu na 5 km stylem dowolnym. Pierwsze punkty wywalczyła 25 stycznia 2003 roku w Oberhofie, gdzie zajęła 26. miejsce w biegu na 10 km klasykiem. Na podium zawodów tego cyklu pierwszy raz stanęła 18 lutego 2004 roku w Sztokholmie, kończąc sprint klasykiem na trzeciej pozycji. Wyprzedziły ją tam jedynie jej rodaczka Marit Bjørgen oraz Anna Olsson ze Szwecji. Najlepsze wyniki osiągnęła w był sezonie 2005/2006, kiedy zajęła jedenaste miejsce w klasyfikacji generalnej, a w klasyfikacji sprintu była druga.

## Osiągnięcia

### Igrzyska olimpijskie
| Miejsce | Dzień     | Rok  | Miejscowość | Konkurencja                     | Czas biegu | Strata  | Zwycięzca           |
| ------- | --------- | ---- | ----------- | ------------------------------- | ---------- | ------- | ------------------- |
| 4.      | 12 lutego | 2006 | Turyn       | Sprint drużynowy st. klasycznym | 16:36,9    | +11,2   | Szwecja             |
| 6.      | 22 lutego | 2006 | Turyn       | Sprint st. dowolnym             | 2:12,3     | -       | Chandra Crawford    |
| 29.     | 24 lutego | 2006 | Turyn       | 10 km st. dowolnym              | 1:22:25,4  | +6:02,8 | Kateřina Neumannová |

### Mistrzostwa świata
| Miejsce | Dzień     | Rok  | Miejscowość | Konkurencja           | Czas biegu | Strata  | Zwycięzca       |
| ------- | --------- | ---- | ----------- | --------------------- | ---------- | ------- | --------------- |
| 9.      | 22 lutego | 2005 | Oberstdorf  | Sprint st. klasycznym | 2:15,5     | -       | Emelie Öhrstig  |
| 36.     | 26 lutego | 2005 | Oberstdorf  | 30 km st. klasycznym  | 1:27:05,8  | +8:00,0 | Marit Bjørgen   |
| 21.     | 22 lutego | 2007 | Sapporo     | Sprint st. klasycznym | 2:50,9     | -       | Astrid Jacobsen |

### Puchar Świata

#### Miejsca w klasyfikacji generalnej
- sezon 2002/2003: 87.
- sezon 2003/2004: 38.
- sezon 2004/2005: 23.
- sezon 2005/2006: 11.
- sezon 2006/2007: 26.
- sezon 2007/2008: 58.
- sezon 2008/2009: 124.

#### Miejsca na podium w zawodach chronologicznie
| Nr | Dzień           | Rok  | Miejscowość | Konkurencja           | Czas biegu | Strata | Miejsce | Zwyciężczyni   |
| -- | --------------- | ---- | ----------- | --------------------- | ---------- | ------ | ------- | -------------- |
| 1. | 18 lutego       | 2004 | Sztokholm   | Sprint st. klasycznym | -          | -      | 3.      | Marit Bjørgen  |
| 2. | 4 grudnia       | 2004 | Berno       | Sprint st. dowolnym   | -          | -      | 3.      | Marit Bjørgen  |
| 3. | 14 grudnia      | 2004 | Asiago      | Sprint st. klasycznym | -          | -      | 3.      | Marit Bjørgen  |
| 4. | 8 stycznia      | 2006 | Otepää      | Sprint st. klasycznym | -          | -      | 3.      | Lina Andersson |
| 5. | 22 stycznia     | 2006 | Oberstdorf  | Sprint st. klasycznym | -          | -      | 1.      | -              |
| 6. | 15 marca        | 2006 | Changchun   | Sprint st. dowolnym   | -          | -      | 3.      | Marit Bjørgen  |
| 7. | 28 października | 2006 | Düsseldorf  | Sprint st. dowolnym   | -          | -      | 3.      | Marit Bjørgen  |